# Olympische Sommerspiele 2004/Leichtathletik – 800 m (Männer)
Der 800-Meter-Lauf der Männer bei den Olympischen Spielen 2004 in Athen wurde am 25., 26. und 28. August 2004 im Olympiastadion Athen ausgetragen. 72 Athleten nahmen teil.
Olympiasieger wurde der Russe Juri Borsakowski. Er gewann vor dem Südafrikaner Mbulaeni Mulaudzi und dem für Dänemark startenden Kenianer Wilson Kipketer.
Der deutsche Teilnehmer René Herms schied im Halbfinale aus, der Schweizer André Bucher in der Vorrunde.

Athleten aus Österreich und Liechtenstein nahmen nicht teil.

## Aktuelle Titelträger
| Olympiasieger 2000                      | Nils Schumann ( Deutschland)          | 1:45,08 min | Sydney 2000        |
| Weltmeister 2003                        | Djabir Saïd-Guerni ( Algerien)        | 1:44,81 min | Paris 2003         |
| Europameister 2002                      | Wilson Kipketer ( Dänemark)           | 1:47,25 min | München 2002       |
| Panamerikanischer Meister 2003          | Achraf Tadili ( Kanada)               | 1:45,05 min | Santo Domingo 2003 |
| Zentralamerika und Karibik-Meister 2003 | Sherridan Kirk ( Trinidad und Tobago) | 1:49,10 min | St. George’s 2003  |
| Südamerika-Meister 2003                 | Fabiano Peçanha ( Brasilien)          | 1:46,32 min | Barquisimeto 2003  |
| Asienmeister 2003                       | Adam Abdu Adam Ali ( Katar)           | 1:46,20 min | Manila 2003        |
| Afrikameister 2004                      | William Yiampoy ( Kenia)              | 1:45,36 min | Brazzaville 2004   |
| Ozeanienmeister 2002                    | Gareth Hyett ( Neuseeland)            | 1:51,12 min | Christchurch 2002  |

## Rekorde

### Bestehende Rekorde
| Weltrekord         | 1:41,11 min | Wilson Kipketer ( Dänemark) | Köln, Deutschland      | 24. August 1997 |
| Olympischer Rekord | 1:42,58 min | Vebjørn Rodal ( Norwegen)   | Finale OS Atlanta, USA | 31. Juli 1996   |

Der bestehende olympische Rekord wurde bei diesen Spielen nicht erreicht. Die schnellste Zeit erzielte der spätere Olympiafünfte Wilfred Bungei aus Kenia mit 1:44,28 min im zweiten Halbfinale am 26. August. Den Rekord verfehlte er damit um 1,70 Sekunden. Zum Weltrekord fehlten ihm 3,17 Sekunden.

### Rekordverbesserungen
Es gab drei neue Landesrekorde:
- 1:49,81 min – Lê Văn Dương (Vietnam), zweiter Vorlauf
- 1:45,30 min – Samwel Mwera (Tansania), vierter Vorlauf
- 1:49,87 min – Kondwani Chiwina (Malawi), fünfter Vorlauf

## Vorrunde
Insgesamt wurden neun Vorläufe absolviert. Für das Halbfinale qualifizierten sich pro Lauf die ersten zwei Athleten (hellblau unterlegt). Darüber hinaus kamen die sechs Zeitschnellsten, die sogenannten Lucky Loser (hellgrün unterlegt), weiter.
Anmerkung: Alle Zeitangaben sind auf Ortszeit Athen (UTC+2) bezogen.

### Vorlauf 1
25. August 2004, 20:40 Uhr
| Platz | Name                 | Nation        | Zeit (min) |
| ----- | -------------------- | ------------- | ---------- |
| 1     | Mbulaeni Mulaudzi    | Südafrika     | 1:45,72    |
| 2     | René Herms           | Deutschland   | 1:45,83    |
| 3     | Lee Jae-hoon         | Südkorea      | 1:46,24    |
| 4     | Arthémon Hatungimana | Burundi       | 1:46,35    |
| 5     | Michael Rotich       | Kenia         | 1:46,42    |
| 6     | Nazar Begliýew       | Turkmenistan  | 1:49,64    |
| 7     | Əlibəy Şükürov       | Aserbaidschan | 1:51,11    |
| 8     | Fadrique Iglesias    | Bolivien      | 1:51,87    |

### Vorlauf 2
25. August 2004, 20:47 Uhr
| Platz | Name                  | Nation         | Zeit (min) | Anmerkung |
| ----- | --------------------- | -------------- | ---------- | --------- |
| 1     | Joseph Mutua          | Kenia          | 1:45,65    |           |
| 2     | Richard Soos          | Großbritannien | 1:45,70    |           |
| 3     | Djabir Saïd-Guerni    | Algerien       | 1:45,94    |           |
| 4     | Achraf Tadili         | Kanada         | 1:46,63    |           |
| 5     | David Fiegen          | Luxemburg      | 1:46,97    |           |
| 6     | Mindaugas Norbutas    | Litauen        | 1:47,38    |           |
| 7     | Panagiotis Stroubakos | Griechenland   | 1:47,69    |           |
| 8     | Lê Văn Dương          | Vietnam        | 1:49,81    | NR        |

### Vorlauf 3

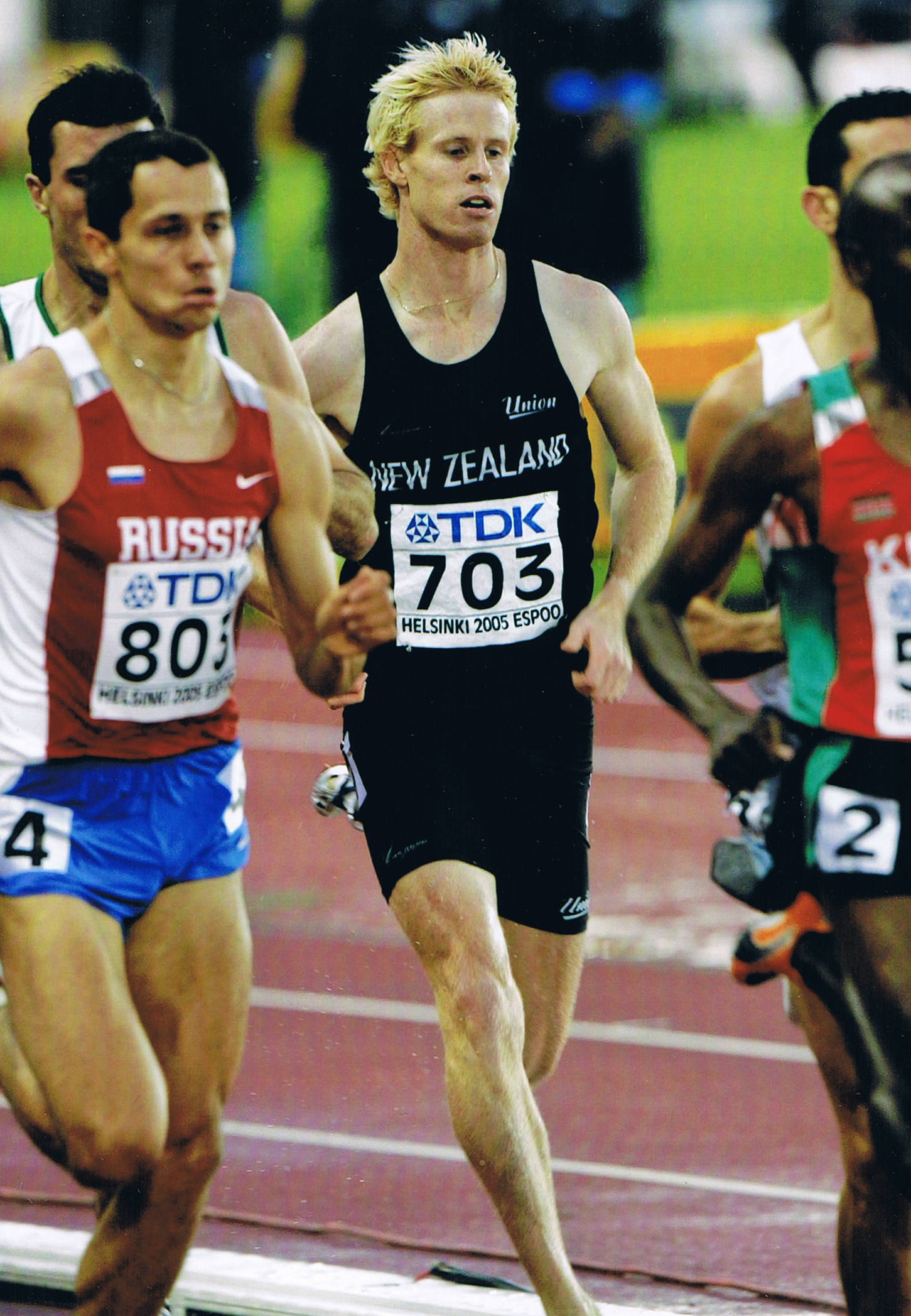
Jason Stewart (hier mit der Nummer 703) schied aus als Fünfter des dritten Vorlaufs

25. August 2004, 20:54 Uhr
| Platz | Name                   | Nation                  | Zeit (min) |
| ----- | ---------------------- | ----------------------- | ---------- |
| 1     | Wilson Kipketer        | Dänemark                | 1:44,69    |
| 2     | Jonathan Johnson       | USA                     | 1:45,31    |
| 3     | Jean-Patrick Nduwimana | Burundi                 | 1:45,38    |
| 4     | Osmar dos Santos       | Brasilien               | 1:45,90    |
| 5     | Jason Stewart          | Neuseeland              | 1:46,24    |
| 6     | João Pires             | Portugal                | 1:46,71    |
| 7     | Jasmin Salihović       | Bosnien und Herzegowina | 1:49,59    |
| 8     | Jan Sekpona            | Togo                    | 1:54,25    |

### Vorlauf 4
25. August 2004, 21:01 Uhr
| Platz | Name                | Nation      | Zeit (min) | Anmerkung |
| ----- | ------------------- | ----------- | ---------- | --------- |
| 1     | Wilfred Bungei      | Kenia       | 1:44,84    |           |
| 2     | Ismail Ahmed Ismail | Sudan       | 1:45,17    |           |
| 3     | Samwel Mwera        | Tansania    | 1:45,30    | NR        |
| 4     | Nicolas Aïssat      | Frankreich  | 1:45,31    |           |
| 5     | Bram Som            | Niederlande | 1:45,72    |           |
| 6     | Michail Kolganow    | Kasachstan  | 1:47,36    |           |
| 7     | Mohammad al-Azemi   | Kuwait      | 1:47,67    |           |
| 8     | Erkinjon Isakow     | Usbekistan  | 1:48,28    |           |

### Vorlauf 5

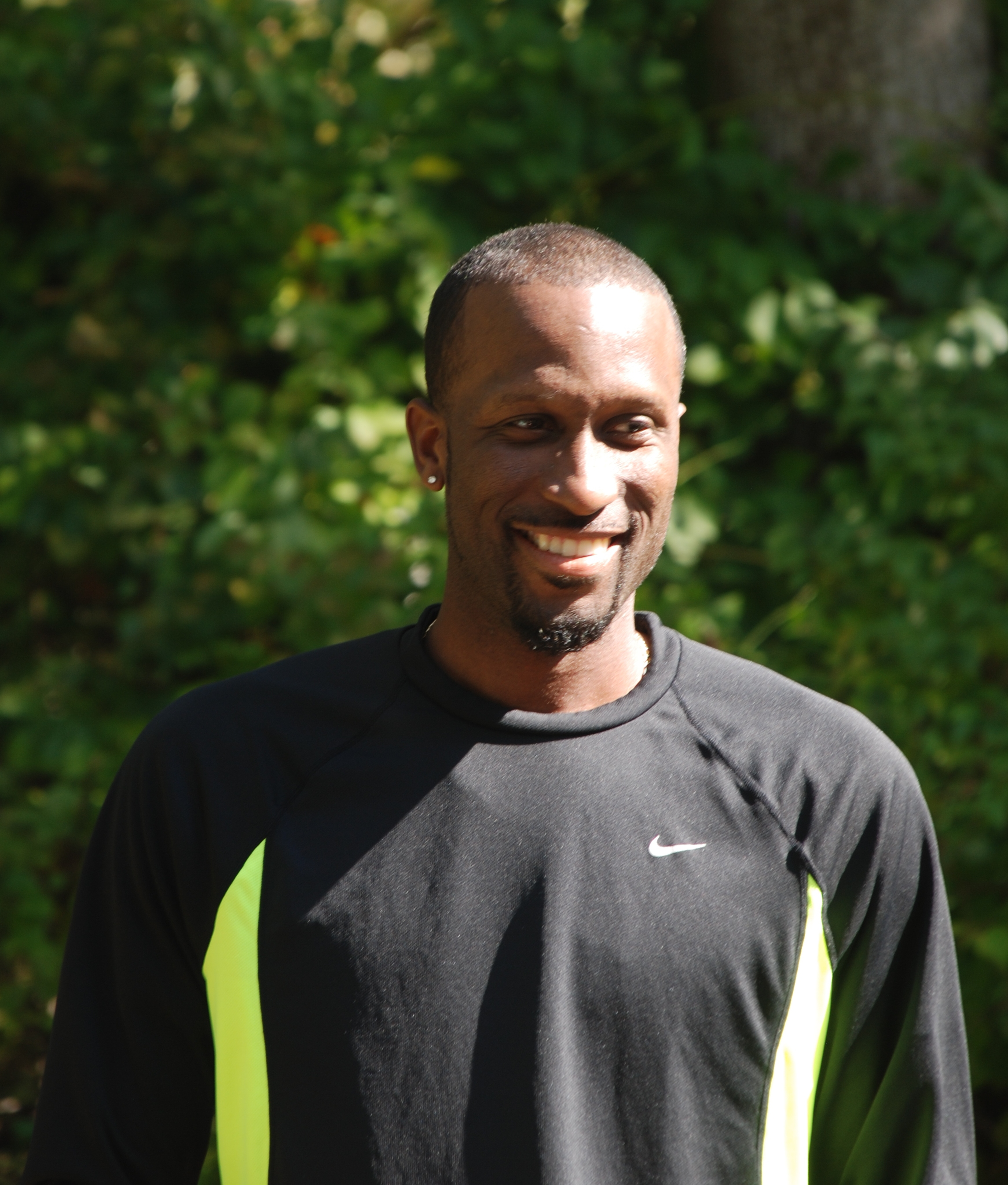
Moise Joseph – ausgeschieden als Sechster des fünften Vorlaufs

25. August 2004, 21:08 Uhr
| Platz | Name                    | Nation    | Zeit (min) | Anmerkung |
| ----- | ----------------------- | --------- | ---------- | --------- |
| 1     | Juri Borsakowski        | Russland  | 1:46,20    |           |
| 2     | Berhanu Alemu           | Äthiopien | 1:46,26    |           |
| 3     | Miguel Quesada          | Spanien   | 1:46,32    |           |
| 4     | Joeri Jansen            | Belgien   | 1:46,66    |           |
| 5     | Paskar Owor             | Uganda    | 1:47,87    |           |
| 6     | Moise Joseph            | Haiti     | 1:48,15    |           |
| 7     | Isireli Naikelekelevesi | Fidschi   | 1:49,08    |           |
| 8     | Kondwani Chiwina        | Malawi    | 1:49,87    | NR        |

### Vorlauf 6

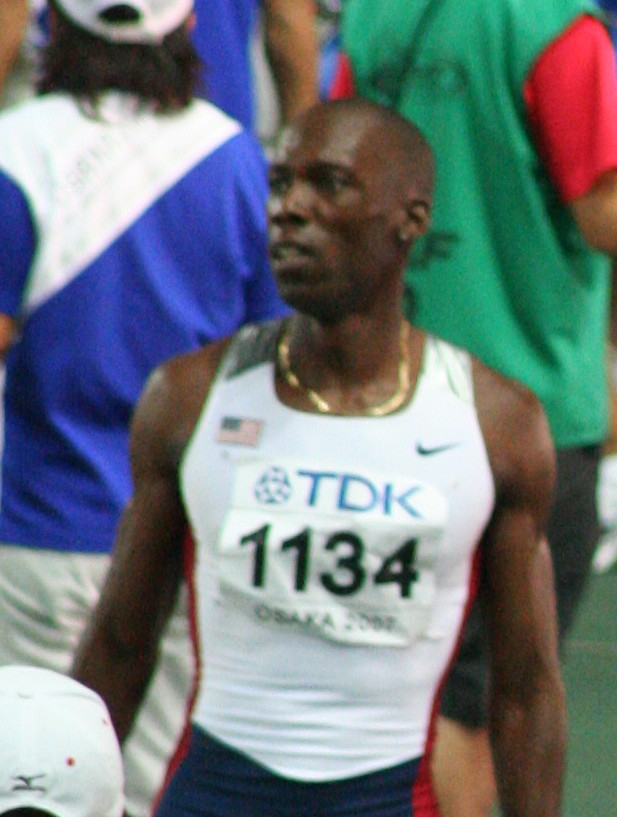
Khadevis Robinson reichte sein dritter Platz im sechsten Vorlauf nicht für das Halbfinale.
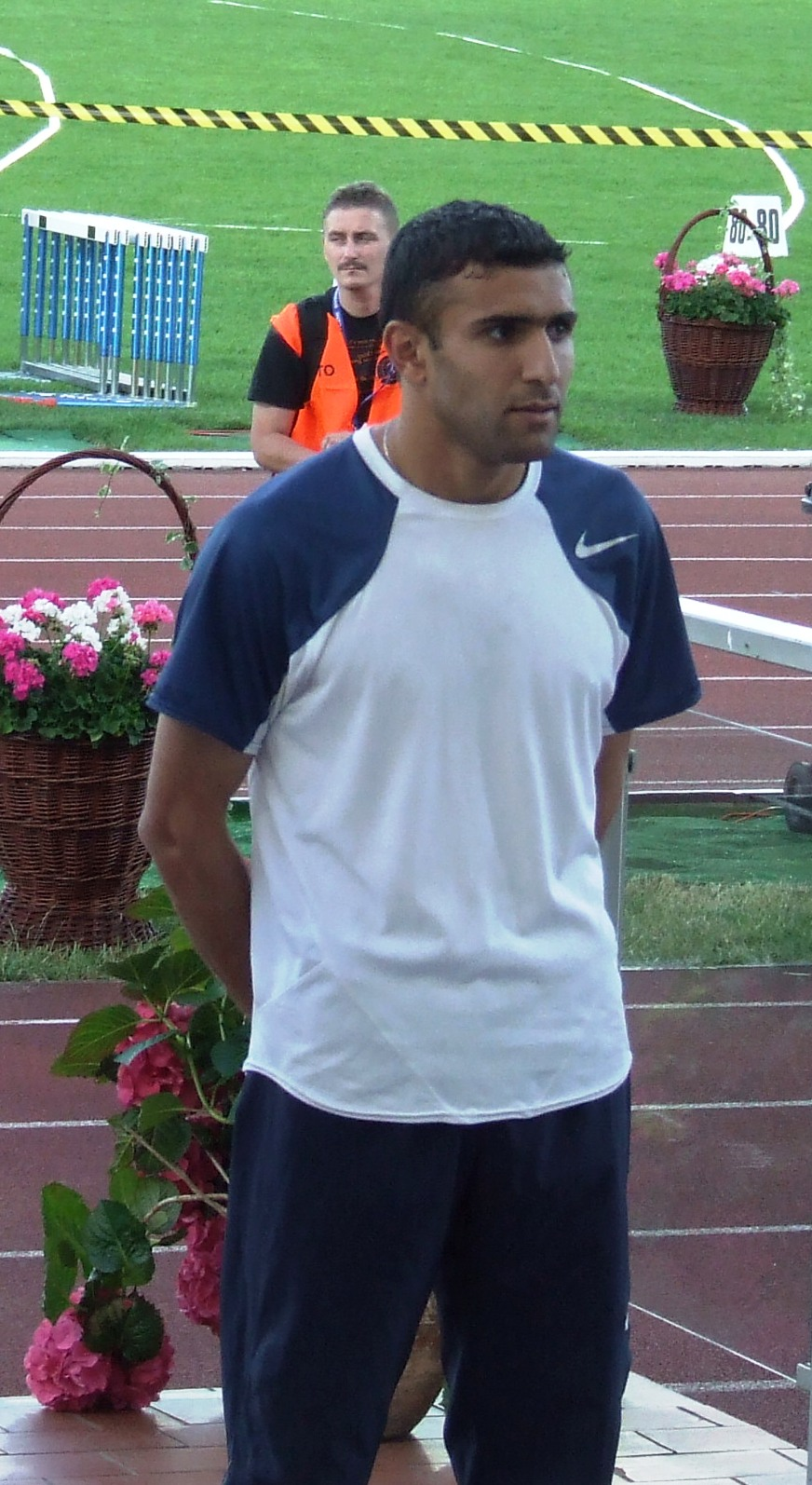
Nabil Madi – ausgeschieden als Fünfter des sechsten Vorlaufs

25. August 2004, 21:15 Uhr
| Platz | Name                 | Nation                         | Zeit (min) |
| ----- | -------------------- | ------------------------------ | ---------- |
| 1     | Amine Laalou         | Marokko                        | 1:45,88    |
| 2     | Iwan Heschko         | Ukraine                        | 1:45,92    |
| 3     | Khadevis Robinson    | USA                            | 1:46,14    |
| 4     | Dmitri Bogdanow      | Russland                       | 1:47,03    |
| 5     | Nabil Madi           | Algerien                       | 1:47,52    |
| 6     | Selahattin Çobanoğlu | Türkei                         | 1:47,83    |
| 7     | Sajjad Moradi        | Iran                           | 1:49,49    |
| 8     | Andy Grant           | St. Vincent und die Grenadinen | 1:57,08    |

### Vorlauf 7

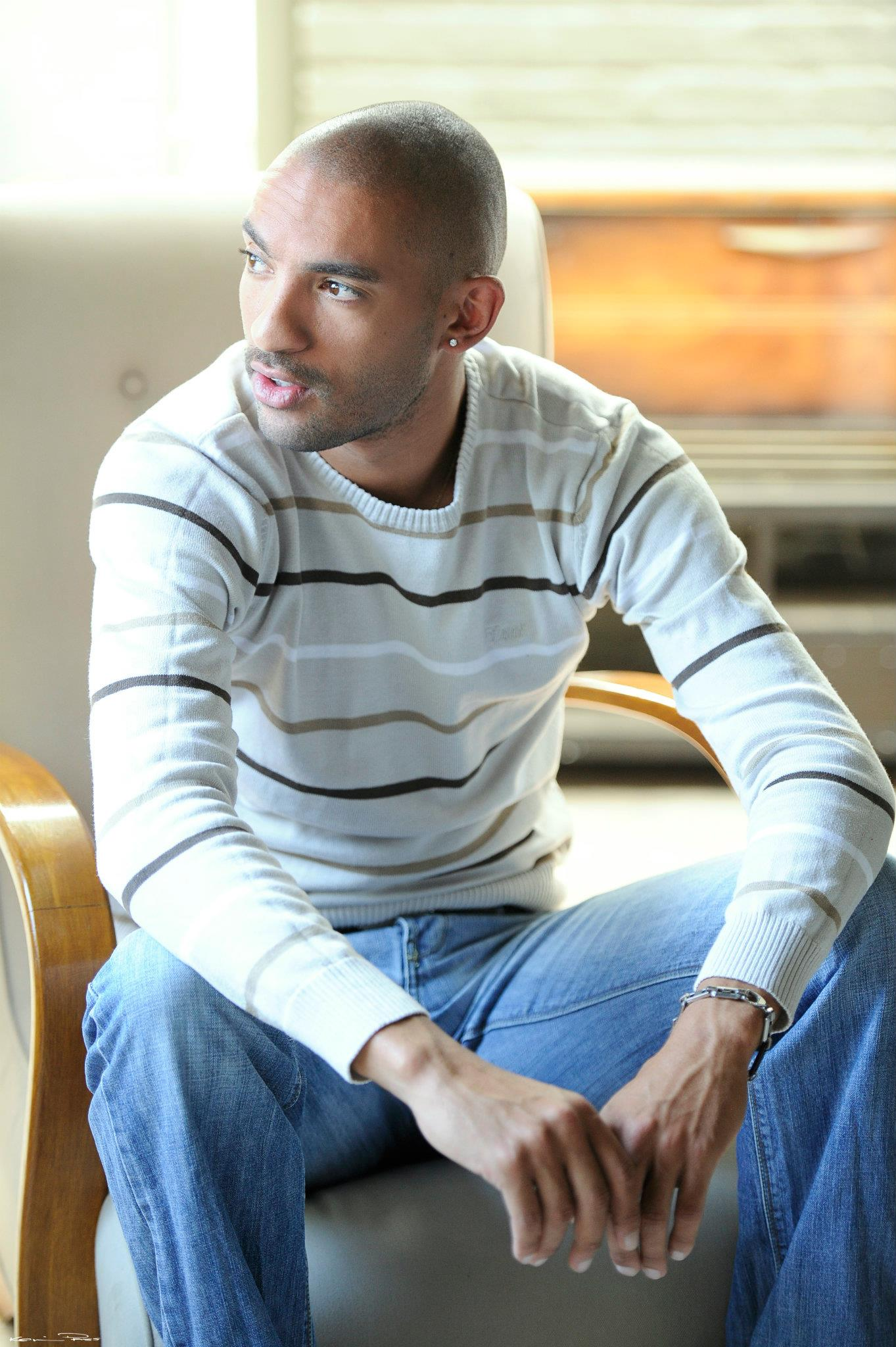
Florent Lacasse (Foto: 2012) scheiterte trotz seines dritten Platzes im siebten Rennen bereits in der Vorrunde
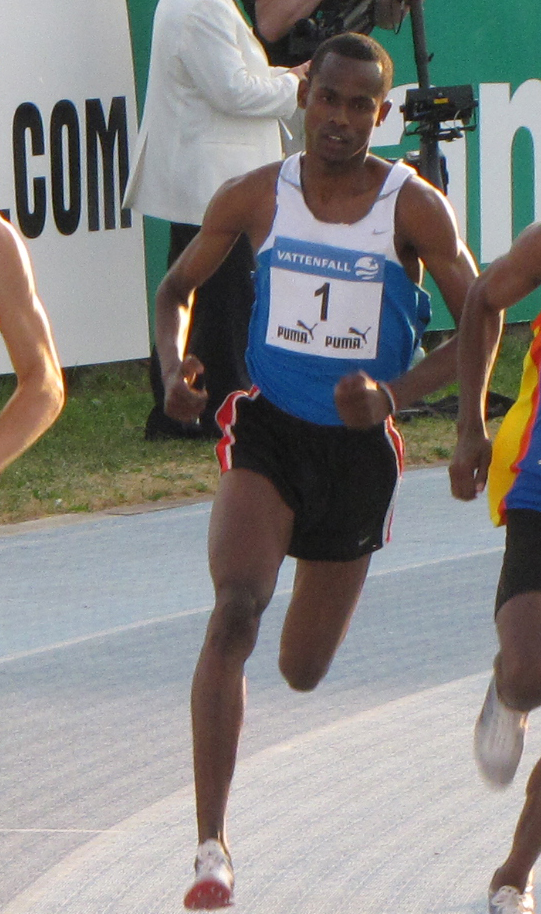
Mohammed Al-Salhi – ausgeschieden als Sechster des siebten Vorlaufs

25. August 2004, 21:22 Uhr
| Platz | Name                     | Nation                       | Zeit (min) |
| ----- | ------------------------ | ---------------------------- | ---------- |
| 1     | Dmitrijs Miļkevičs       | Lettland                     | 1:46,66    |
| 2     | Antonio Manuel Reina     | Spanien                      | 1:46,66    |
| 3     | Florent Lacasse          | Frankreich                   | 1:46,91    |
| 4     | Majed Saeed Sultan       | Katar                        | 1:47,92    |
| 5     | Abdoulaye Wagne          | Senegal                      | 1:47,95    |
| 6     | Mohammed al-Salhi        | Saudi-Arabien                | 1:48,42    |
| 7     | Ramil Aritkulow          | Russland                     | 1:49,25    |
| 8     | Ali Mohammed Al-Balooshi | Vereinigte Arabische Emirate | 1:51,76    |

### Vorlauf 8

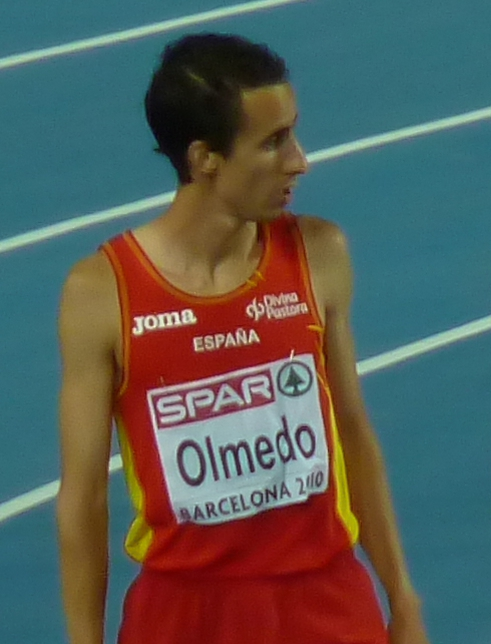
Manuel Olmedo – ausgeschieden als Vierter des achten Vorlaufs

25. August 2004, 21:29 Uhr
| Platz | Name                  | Nation              | Zeit (min) |
| ----- | --------------------- | ------------------- | ---------- |
| 1     | Andrea Longo          | Italien             | 1:46,75    |
| 2     | Hezekiél Sepeng       | Südafrika           | 1:46,82    |
| 3     | André Bucher          | Schweiz             | 1:47,34    |
| 4     | Manuel Olmedo         | Spanien             | 1:47,71    |
| 5     | Michal Šneberger      | Tschechien          | 1:47,89    |
| 6     | Sherridan Kirk        | Trinidad und Tobago | 1:48,12    |
| 7     | Vančo Stojanow        | Mazedonien          | 1:49,02    |
| 8     | Abdal Salam Al-Dabaji | Palästina           | 1:53,86    |

### Vorlauf 9

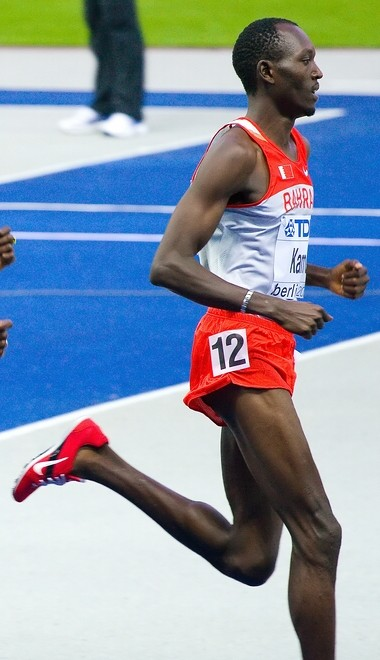
Yusuf Saad Kamel – ausgeschieden als Dritter des neunten Vorlaufs
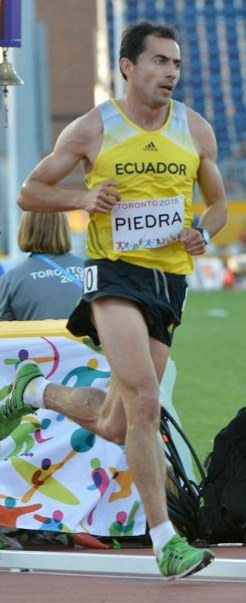
Bayron Piedra – ausgeschieden als Siebter des neunten Vorlaufs

25. August 2004, 21:36 Uhr
| Platz | Name               | Nation   | Zeit (min) |
| ----- | ------------------ | -------- | ---------- |
| 1     | Gary Reed          | Kanada   | 1:46,74    |
| 2     | Mouhssin Chehibi   | Marokko  | 1:46,77    |
| 3     | Yusuf Saad Kamel   | Bahrain  | 1:46,94    |
| 4     | Derrick Peterson   | USA      | 1:47,60    |
| 5     | Glody Dube         | Botswana | 1:48,25    |
| 6     | Prince Moses Mumba | Sambia   | 1:48,36    |
| 7     | Bayron Piedra      | Ecuador  | 1:48,42    |
| 8     | Cornelis Sibe      | Suriname | 2:00,06    |

## Halbfinale
Für das Finale qualifizierten sich in den drei Halbfinalläufen die ersten zwei Athleten (hellblau unterlegt). Darüber hinaus kamen die zwei Zeitschnellsten, die sogenannten Lucky Loser (hellgrün unterlegt), weiter.

### Lauf 1

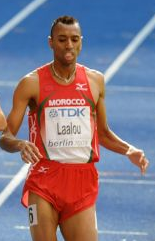
Amine Laalou – ausgeschieden als Siebter des ersten Halbfinals
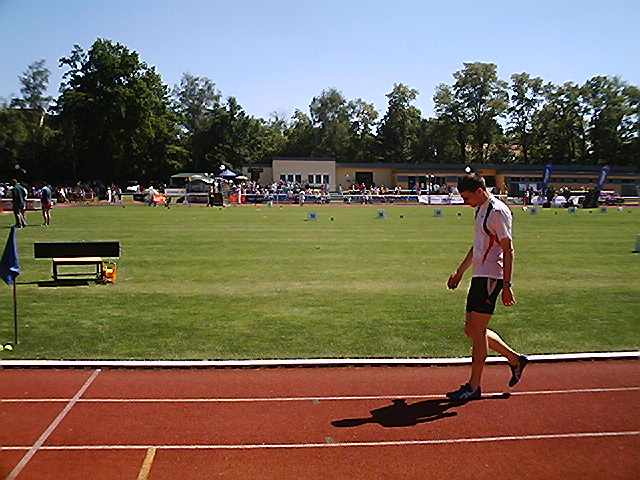
René Herms – ausgeschieden als Achter des ersten Halbfinals

26. August 2004, 21:25 Uhr
| Platz | Name                 | Nation      | Zeit (min) |
| ----- | -------------------- | ----------- | ---------- |
| 1     | Djabir Saïd-Guerni   | Algerien    | 1:45,76    |
| 2     | Mbulaeni Mulaudzi    | Südafrika   | 1:46,09    |
| 3     | Antonio Manuel Reina | Spanien     | 1:46,17    |
| 4     | Iwan Heschko         | Ukraine     | 1:46,66    |
| 5     | Nicolas Aïssat       | Frankreich  | 1:47,14    |
| 6     | Berhanu Alemu        | Äthiopien   | 1:47,40    |
| 7     | Amine Laalou         | Marokko     | 1:47,53    |
| 8     | René Herms           | Deutschland | 1:47,68    |

### Lauf 2

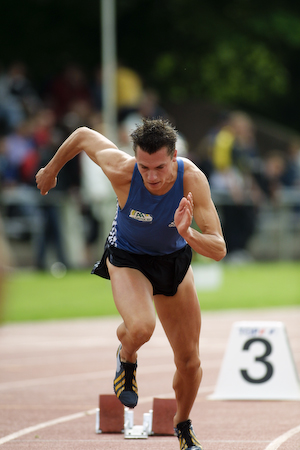
Bram Som – ausgeschieden als Fünfter des zweiten Halbfinals
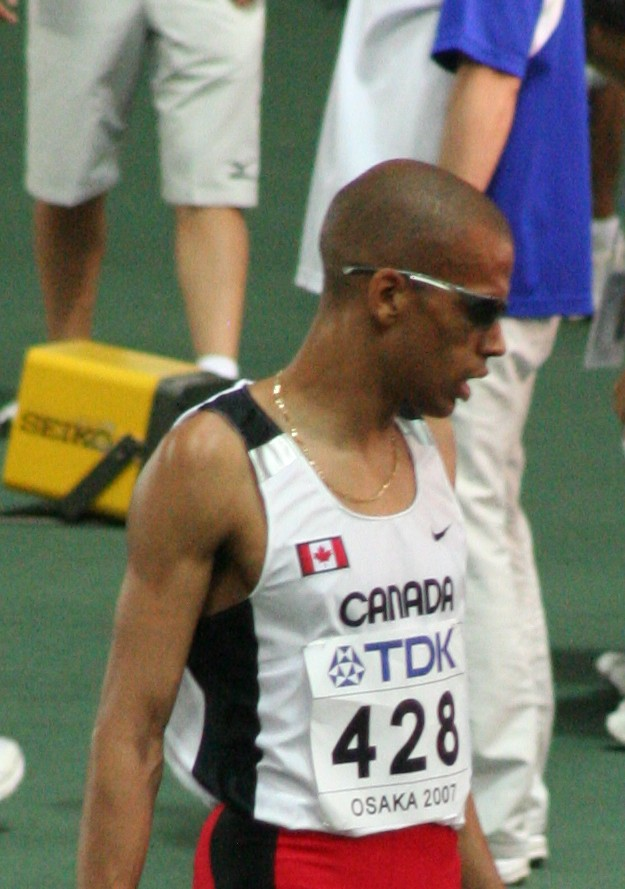
Gary Reed – ausgeschieden als Siebter des zweiten Halbfinals

26. August 2004, 21:34 Uhr
| Platz | Name               | Nation      | Zeit (min) | Anmerkung                         |
| ----- | ------------------ | ----------- | ---------- | --------------------------------- |
| 1     | Wilfred Bungei     | Kenia       | 1:44,28    |                                   |
| 2     | Juri Borsakowski   | Russland    | 1:44,29    |                                   |
| 3     | Mouhssin Chehibi   | Marokko     | 1:44,62    |                                   |
| 4     | Hezekiél Sepeng    | Südafrika   | 1:44,75    |                                   |
| 5     | Bram Som           | Niederlande | 1:45,52    |                                   |
| 6     | Dmitrijs Miļkevičs | Lettland    | 1:46,62    |                                   |
| 7     | Gary Reed          | Kanada      | 1:47,38    |                                   |
| DSQ   | Samwel Mwera       | Tansania    |            | IAAF Regel 163.3 – Bahnübertreten |

### Lauf 3
26. August 2004, 21:43 Uhr
| Platz | Name                   | Nation         | Zeit (min) |
| ----- | ---------------------- | -------------- | ---------- |
| 1     | Wilson Kipketer        | Dänemark       | 1:44,63    |
| 2     | Ismail Ahmed Ismail    | Sudan          | 1:45,45    |
| 3     | Joseph Mutua           | Kenia          | 1:45,54    |
| 4     | Andrea Longo           | Italien        | 1:45,97    |
| 5     | Jean-Patrick Nduwimana | Burundi        | 1:46,15    |
| 6     | Richard Soos           | Großbritannien | 1:46,74    |
| 7     | Osmar dos Santos       | Brasilien      | 1:48,23    |
| 8     | Jonathan Johnson       | USA            | 1:50,10    |

## Finale
28. August 2004, 20:50 Uhr
| Platz | Name                | Nation    | Zeit (min) |
| ----- | ------------------- | --------- | ---------- |
| 1     | Juri Borsakowski    | Russland  | 1:44,45    |
| 2     | Mbulaeni Mulaudzi   | Südafrika | 1:44,61    |
| 3     | Wilson Kipketer     | Dänemark  | 1:44,65    |
| 4     | Mouhssin Chehibi    | Marokko   | 1:45,16    |
| 5     | Wilfred Bungei      | Kenia     | 1:45,31    |
| 6     | Hezekiél Sepeng     | Südafrika | 1:45,53    |
| 7     | Djabir Saïd-Guerni  | Algerien  | 1:45,61    |
| 8     | Ismail Ahmed Ismail | Sudan     | 1:52,49    |

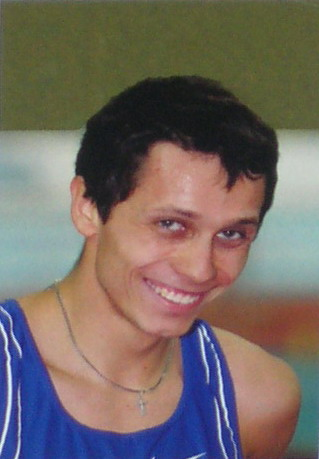
Olympiasieger Juri Borsakowski

Für das Finale hatten sich zwei Südafrikaner qualifiziert. Komplettiert wurde das Finalfeld durch je einen Starter aus Algerien, Dänemark, Kenia, Marokko, Russland und dem Sudan.
Mindestens die Hälfte der für das Finale qualifizierten Läufer kam für den Olympiasieg in Frage. Zu ihnen gehörte der für Dänemark startende Kenianer Wilson Kipketer, unter anderem Weltrekordinhaber seit 1997 und 2000 Olympiazweiter, der amtierende Weltmeister Djabir Saïd-Guerni aus Algerien, der russische Vizeweltmeister Juri Borsakowski und der Weltjahresbeste Wilfred Bungei aus Kenia, gleichzeitig Vizeweltmeister von 2001. Hinzu kam auch der Südafrikaner Mbulaeni Mulaudzi, der bei den Weltmeisterschaften 2003 als Dritter nur knapp hinter Saïd-Guerni und Borsakowski gelegen hatte.
Saïd-Guerni führte das Feld in der ersten Runde an. Bungei und Kipketer lagen dahinter, das komplette Feld war noch zusammen, denn das Tempo war nicht übermäßig hoch. Nach etwa 350 Metern bummelte Borsakowski an letzter Stelle hinterher. Doch eingangs der zweiten Runde orientierte er sich deutlich weiter nach vorne. Die 400-Meter-Zwischenzeit betrug 51,84 Sekunden. Auf der Gegengeraden wurde das Rennen schneller. Vorne setzten sich nun Bungei, Kipketer, Saïd-Guerni und der Südafrikaner Mbulaeni Mulaudzi etwas ab. Kurz vor der letzten Kurve schloss Borsakowski zu den vier Spitzenreitern auf. Eingangs der Zielgeraden hatten alle fünf führenden Läufer noch Aussichten auf die Medaillen und sogar den Olympiasieg. Bungei lag an der Spitze vor Kipketer, Mulaudzi, Saïd-Guerni und Borsakowski. Eine kleine Lücke gab es allerdings zwischen den ersten Drei und den beiden Läufern dahinter, die zunächst nicht kleiner wurde. Kipketer übernahm auf den letzten fünfzig Metern die Führung, Bungei konnte das hohe Tempo nicht mehr ganz halten. Von hinten stürmte jetzt Juri Borsakowski an allen vorbei zum Olympiasieg. Auch Mbulaeni Mulaudzi konnte Kipketer noch passieren und sicherte sich die Silbermedaille. Mit vier Hundertstelsekunden Rückstand kam Wilson Kipketer als Dritter vor dem Marokkaner Mouhssin Chehibi und Wilfred Bungei ins Ziel. Der Südafrikaner Hezekiél Sepeng, Silbermedaillengewinner von 1996, wurde Sechster vor Saïd-Guerni und dem Sudanesen Ismail Ahmed Ismail.
Juri Borsakowski war der erste russische Olympiasieger über 800 Meter der Männer.

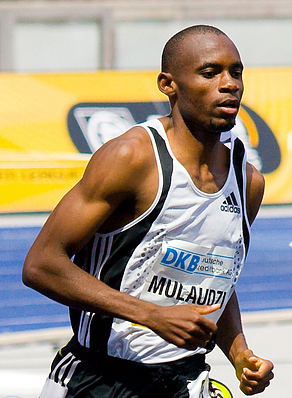
Silbermedaillengewinner Mbulaeni Mulaudzi
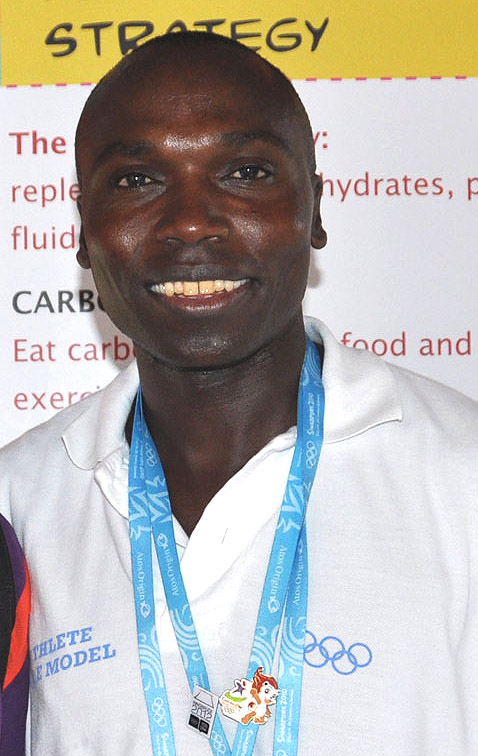
Bronzemedaillengewinner Wilson Kipketer
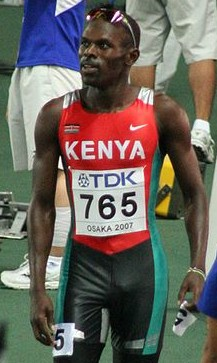
Der Olympiafünfte Wilfred Bungei

## Video
- Yuriy Borzakovskiy wins Men's 800m Olympic final, Athens 2004, youtube.com, abgerufen am 14. Februar 2022